# 小谷駅
小谷駅（こたにえき）は、かつて樺太豊栄郡落合町に存在した鉄道省樺太東線の駅である。

## 歴史
- 1911年（明治44年）12月2日 - 樺太庁鉄道東海岸線富岡駅  - 栄浜駅間(33.7km)延伸開業により設置。泊栄線と称する[1]。
- 1943年（昭和18年）4月1日 - 南樺太の内地化にともない、鉄道省（国有鉄道）に編入。
- 1945年（昭和20年）8月 - ソ連軍が南樺太へ侵攻、占領し、駅も含め全線がソ連軍に接収される。
- 1946年（昭和21年）
  - 2月1日 - 日本の国有鉄道の駅としては書類上廃止。
  - 4月1日 - ソ連国鉄に編入。ロシア語駅名は「タコエ」。

## 運行状況
- 上りは大泊駅行き5本と、豊原駅行き2本、大泊港駅行きが1本が運行されていた。
- 下りは落合駅行き4本と、敷香駅行き2本と上敷香駅行きと知取駅行き1本が運行されていた。

## 隣の駅
鉄道省樺太鉄道局
樺太東線
大谷駅 - 小谷駅 - 落合駅